# エロール・カー
エロール・カー（Errol Kerr、1986年4月12日-）は、カリフォルニア州トラッキー出身のスキー選手である。父親はジャマイカ人、母親はアメリカ人で、カーは4歳の時にスキーを初め、11歳から競技会に出始めた。子供の頃には、他にBMXやモトクロスの競技会にも出場していた。カーは多才に恵まれていたが、最終的にはニッチなスキークロスを選択した。叔父にはジャマイカのボブスレーチームを描いた映画『クール・ランニング』に出演した俳優のダグ・E・ダグがいる。

## スキーでのキャリア
カーは2008年1月にフランスのLes Contamines-Montjoieで行われたワールドカップでデビューし、12位であった。3月にMeiringen-Haslibergで行われた大会では8位に順位を上げた。2008-09年のシーズンは、St. Johann in Tirolの大会で13位、レークプラシッドの大会で15位になり、日本で行われた2009年スキークロス世界選手権では10位になった。
2010年バンクーバーオリンピックでは9位となり、冬季オリンピックにおけるカリブ海諸国選手としては最高の順位を残した。
最近では、コロラド州アスペンで行われた第15回エックスゲームズで5位に入賞した。